# Cordia somaliensis
Cordia somaliensis är en strävbladig växtart som beskrevs av John Gilbert Baker. Cordia somaliensis ingår i släktet Cordia, och familjen strävbladiga växter. Inga underarter finns listade i Catalogue of Life.